# Agapanthia turanica
Agapanthia turanica är en skalbaggsart som beskrevs av Plavilstshikov 1929. Agapanthia turanica ingår i släktet Agapanthia och familjen långhorningar.
Artens utbredningsområde är Kazakstan. Inga underarter finns listade i Catalogue of Life.